# Teatro Teresa Carreño
Teatro Teresa Carreño, česky doslovně: Divadlo Teresy Carreñové, je kulturní komplex sídlící ve venezuelské metropoli Caracasu, jehož scény produkují koncerty symfonické a populární hudby, opery, balety a divadelní hry. Jedná se o druhé největší umělecké centrum Jižní Ameriky po Kulturním středisku Néstora Kirchnera v Buenos Aires.

## Charakteristika
Centrum bylo postaveno na ploše areálu 22 586 m2 a celkový povrch částí komplexu činí 80 tisíc m2. Architektonický návrh zpracovali Tomás Lugo Marcano, Jesús Sandoval a Dietrich Kunckel. K otevření došlo v dubnu 1983. Nazváno bylo na počest venezuelské klavíristky Teresy Carreñové.
Areál se nachází v umělecké části města Bellas Artes a sestává z dvou koncertních sálů, síně Josého Félixe Ribase pro intimnější projekce komorní a symfonické hudby a síně Ríose Reyny s kapacitou 2,4 tisíce diváků. Domovskou scénu v něm získaly operní sbor, baletní soubor a Národní filharmonie Venezuely. Prostory také sdílí s národním divadlem a největším venezuelským knihkupectvím Monte Ávila Editores.
Na počátku 70. let dvacátého století představil venezuelský houslista a skladatel Pedro Antonio Ríos Reyna záměr na stavbu kulturního stánku sloužícího jako stálé sídlo Venezuelského symfonického orchestru. Výstavba v brutalistickém stylu začala roku 1973 a proběhla ve dvou fázích. V únoru 1976 došlo k otevření sálu José Félixe Ribase a zbytek komplexu se sálem Ríose Reyny byl zpřístupněn 19. dubna 1983.
Zázemí obsahuje také dvě další koncertní síně, pojmenované po klavíristce Terese Carreñové a po skladateli Reynaldu Hahnovi.

## Galerie

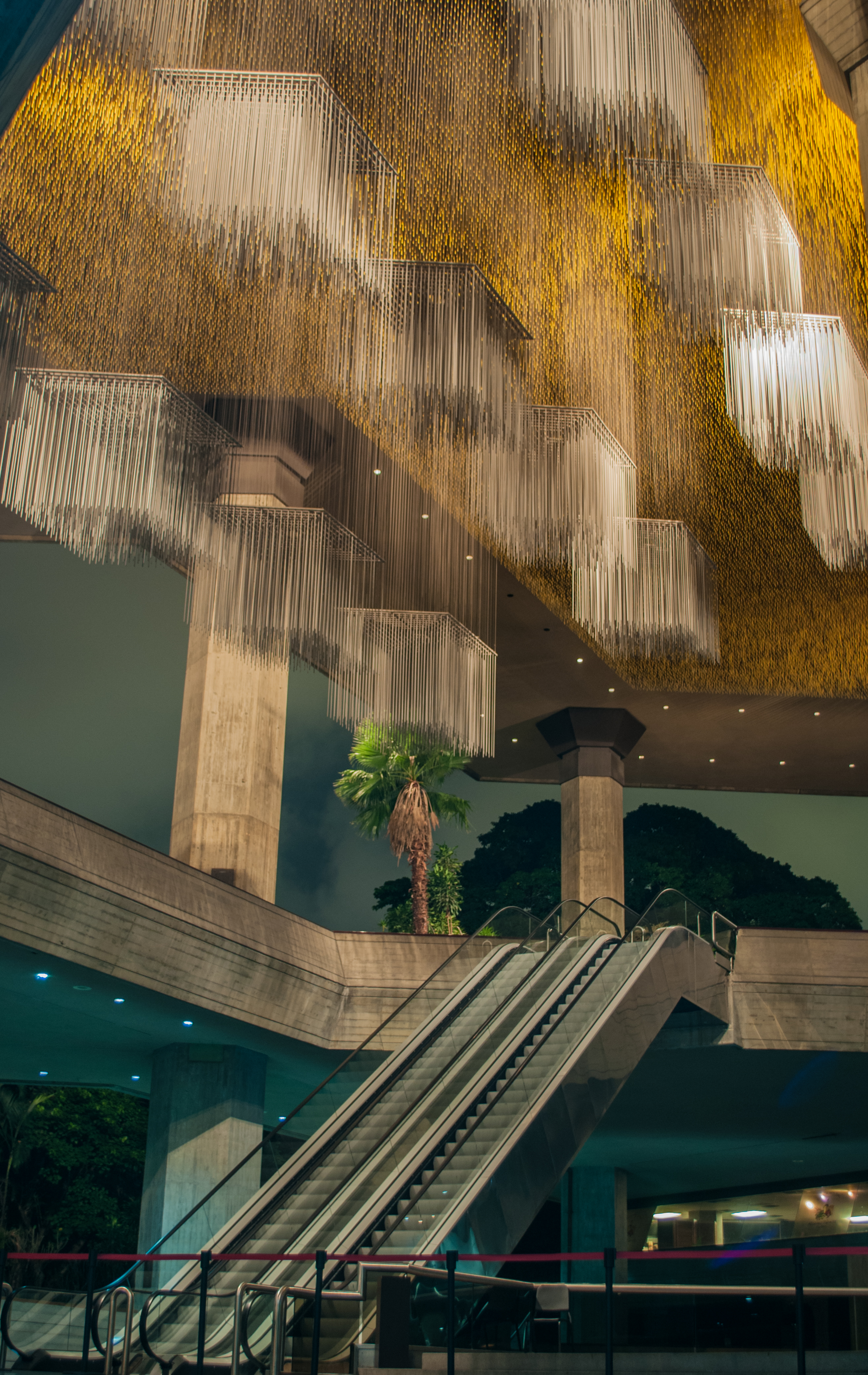
foyer
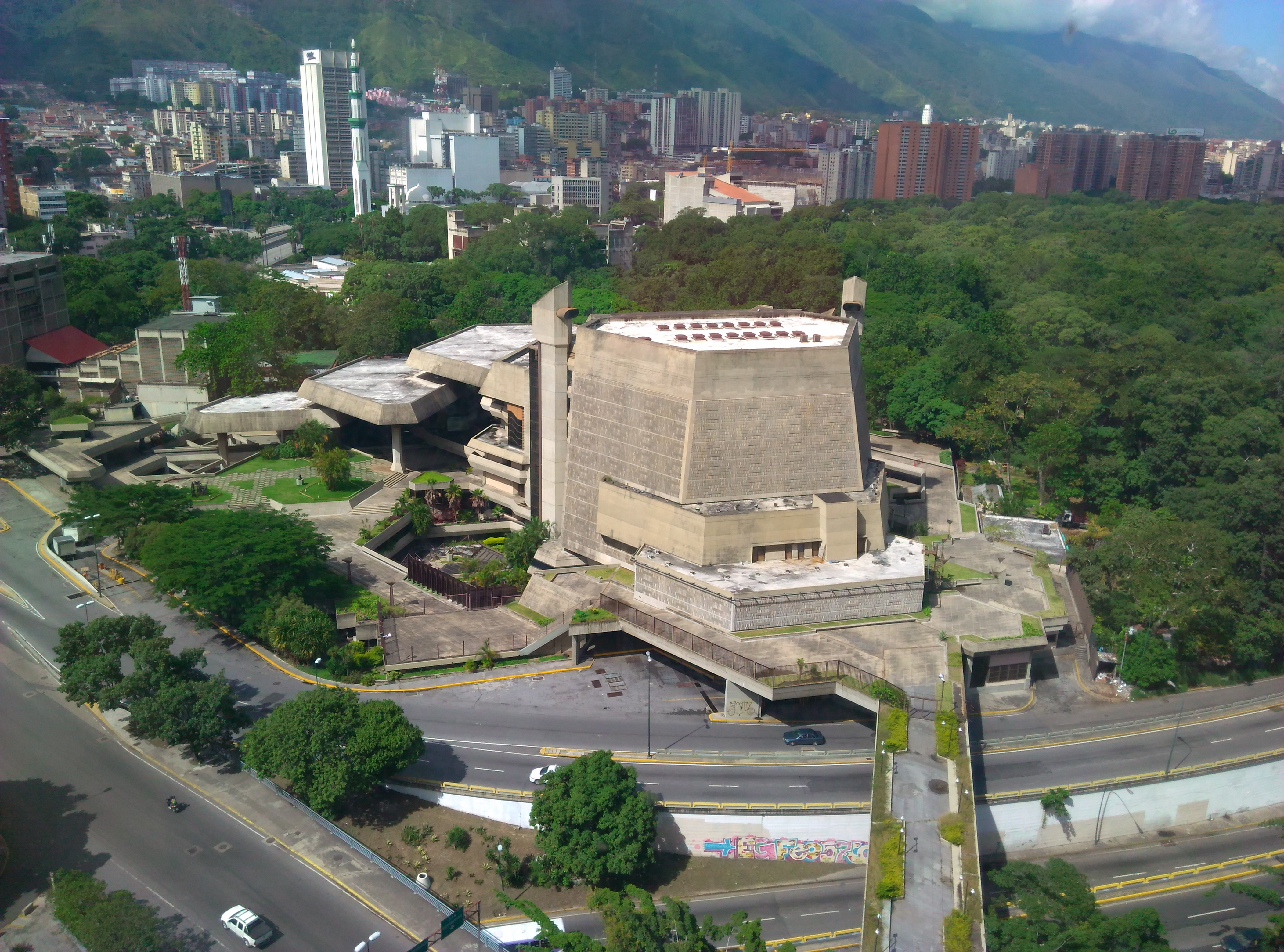
celkový pohled
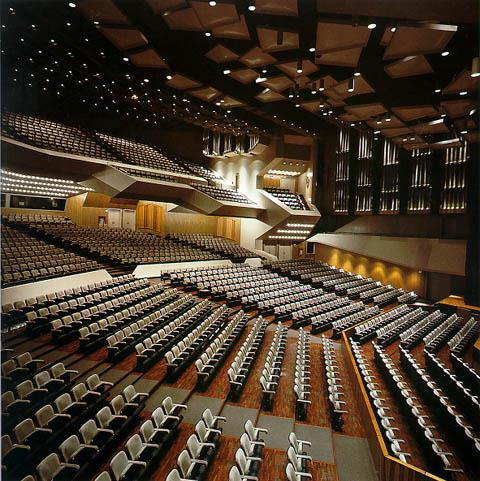
Sál Ríose Reyny
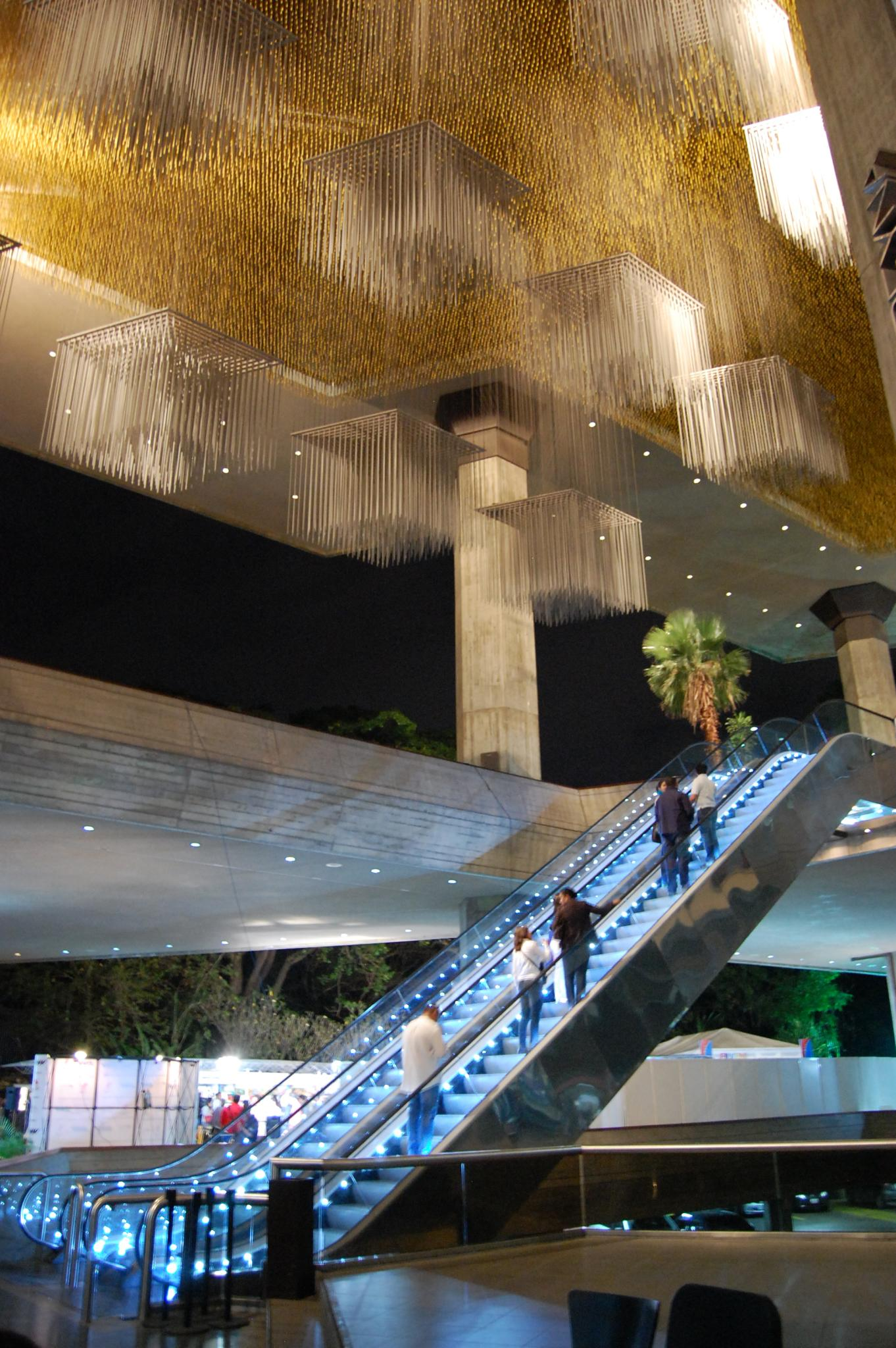